# Serafimerlasarettet

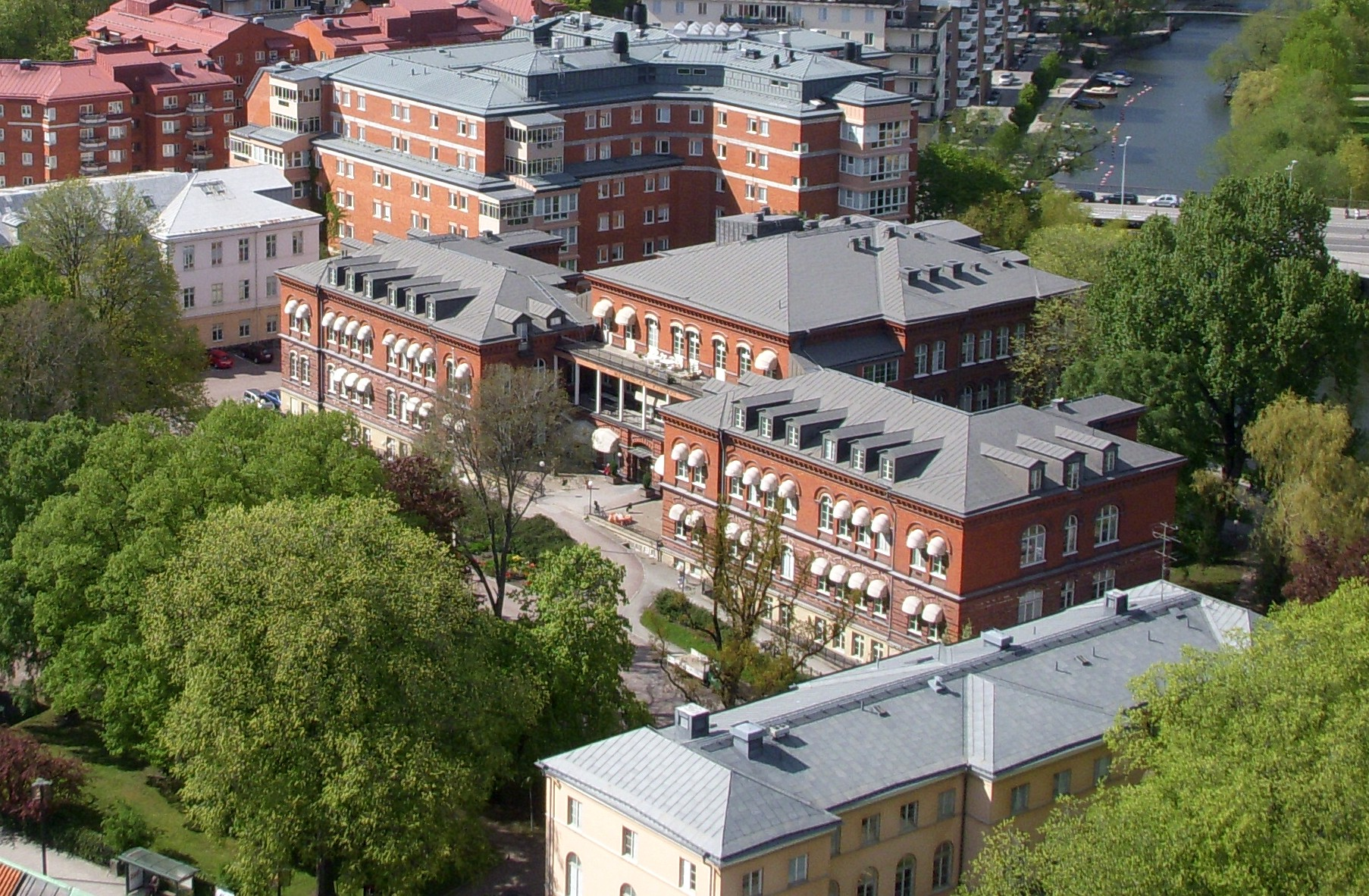
Sjukhuskomplexet från Stadshustornet 2009.

Serafimerlasarettet, vardagligt ofta kallat Serafen, var Sveriges första sjukhus öppnat 1752. Serafen låg på Kungsholmen i Stockholm och fanns kvar till 1980. De före detta sjukhusbyggnaderna ligger mitt emot Stockholms stadshus och inhyser sedan 1983 bland annat kvartersakuten Serafen med husläkare, sjukgymnaster, barnavårdscentral, hörselmottagning och vaccinationsmottagning. I Fredmans epistel n:o 48 nämner Carl Michael Bellman Serafimerlasarettet som Lazari palats.

## Kungliga Serafimerordenslasarettet grundas

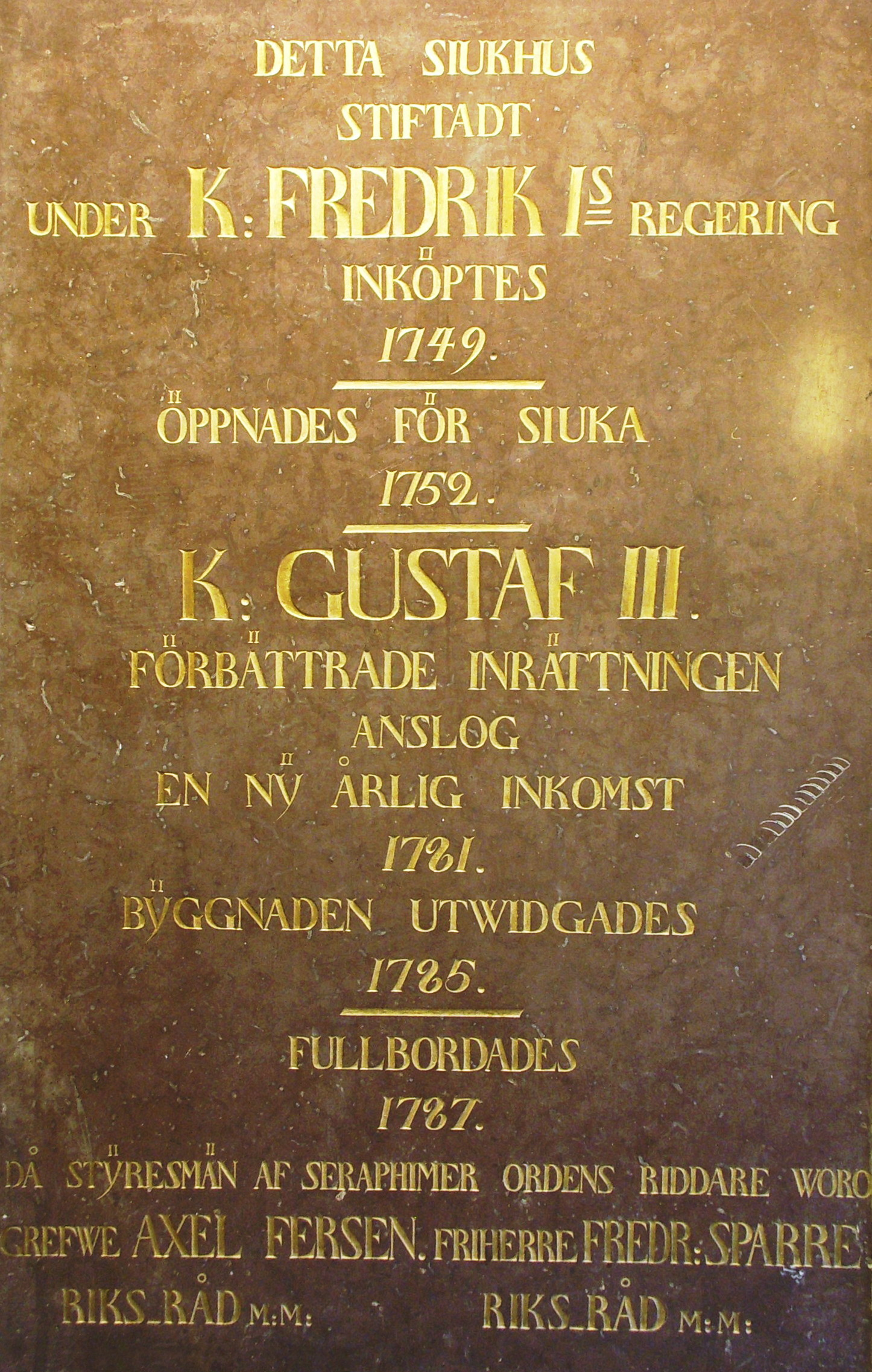
Minnestavla i entrén.

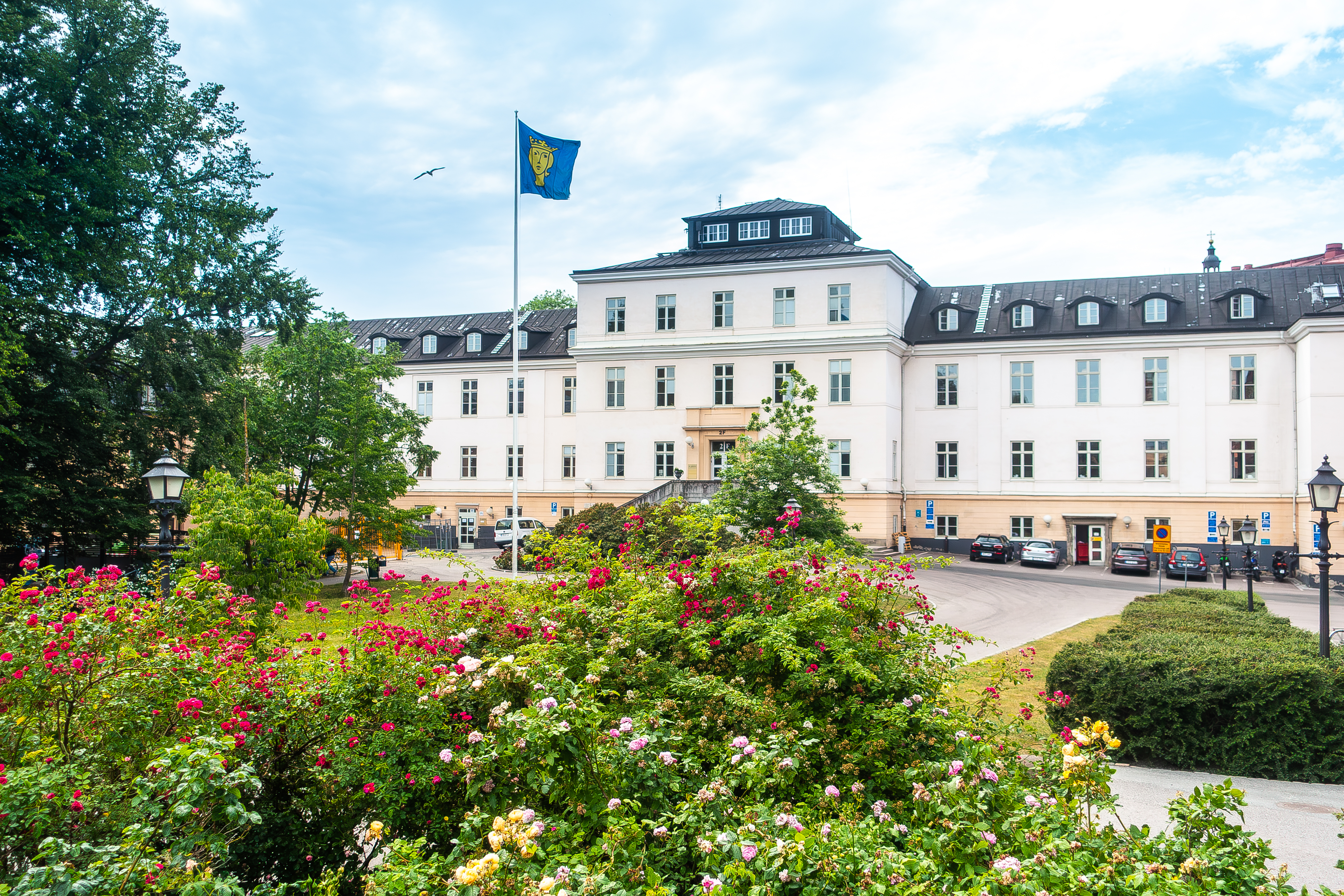
Ursprungsbyggnaden, det Hornska huset 2025.

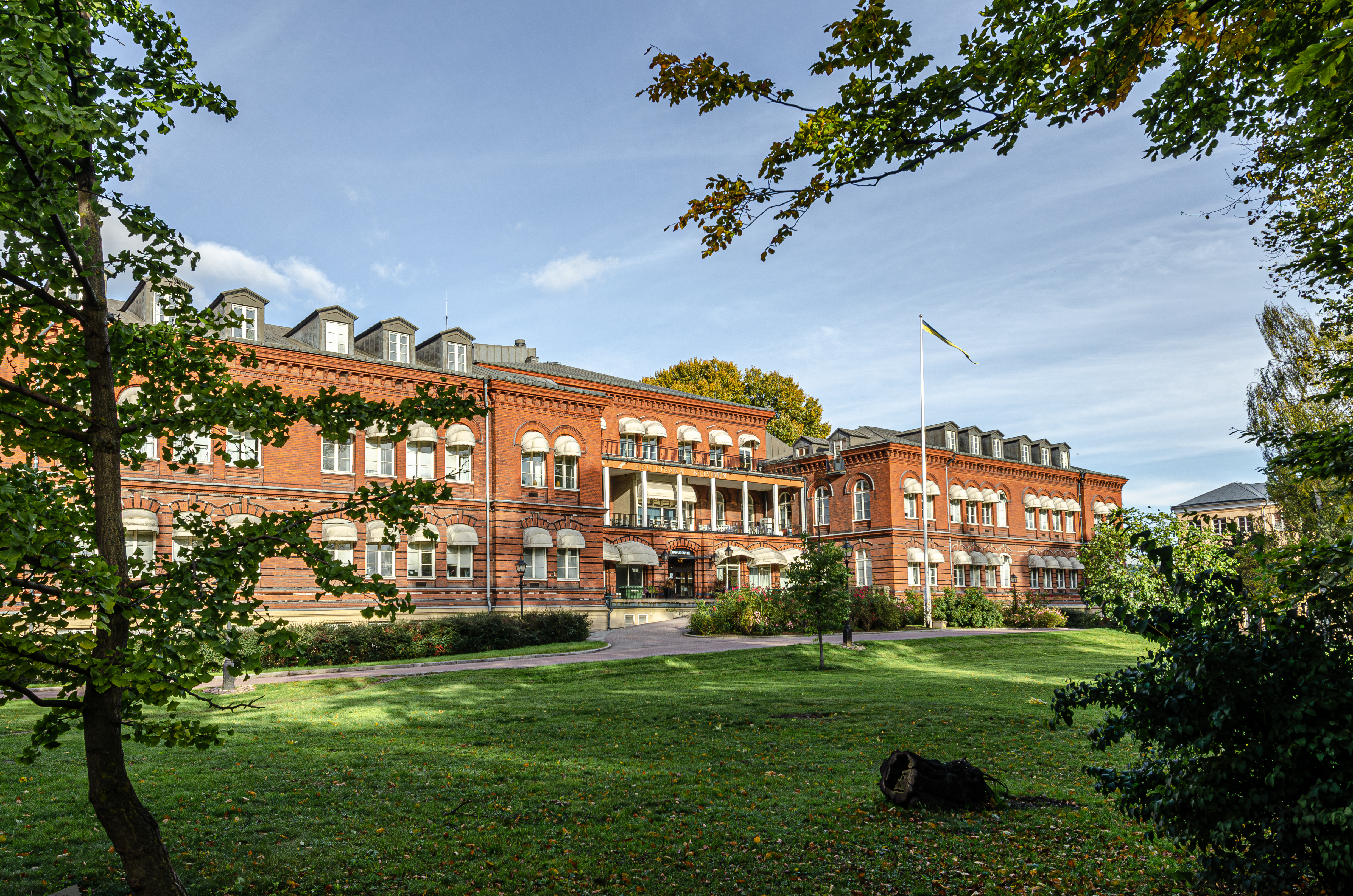
Huvudbyggnaden från 1893 i oktober 2023.

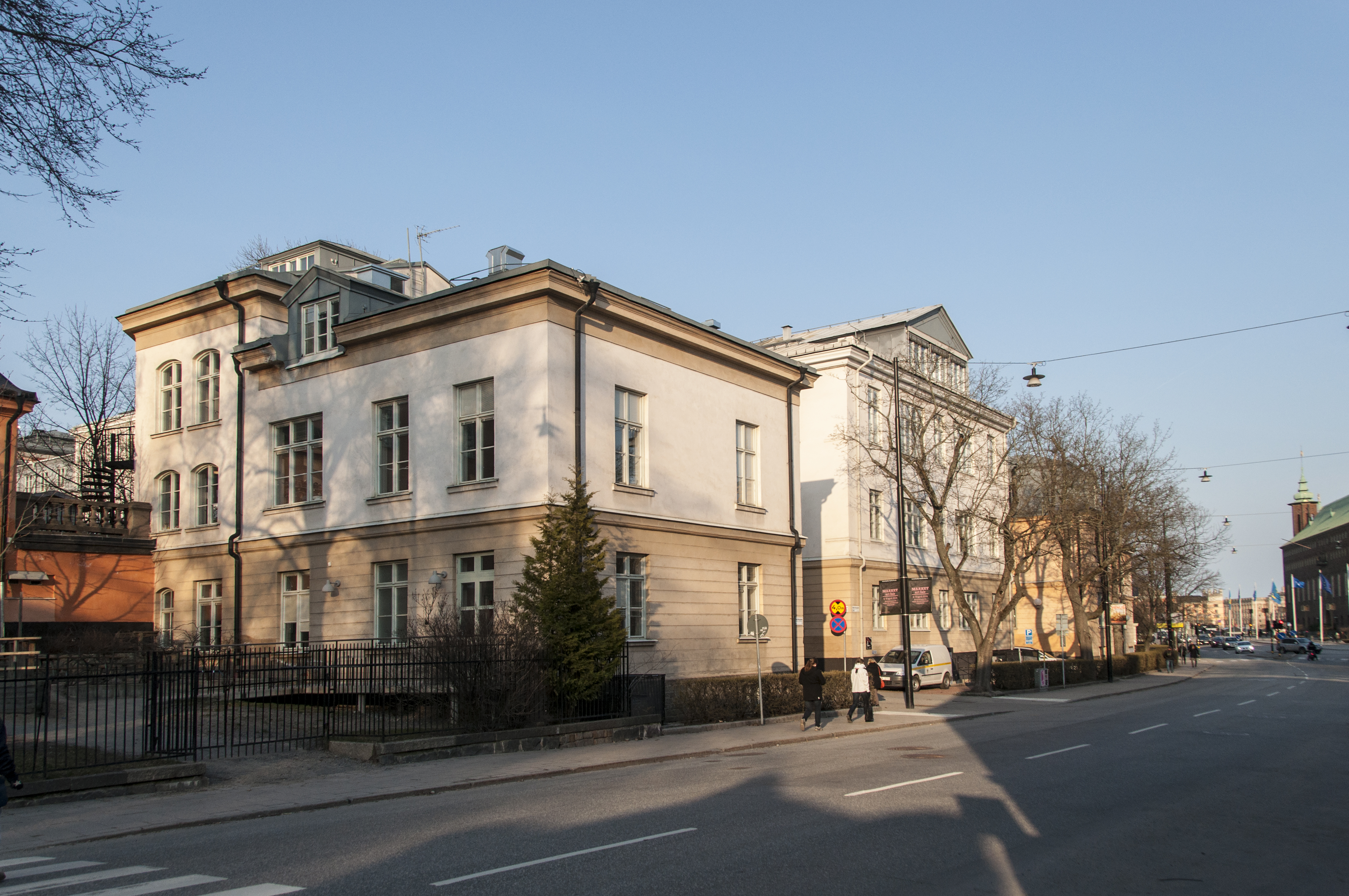
Gamla Operationsbyggnaden från 1893.

Redan till 1734 års riksdag hade stadsfysikus N. Boys framfört ett förslag om inrättande i huvudstaden av ett sjukhus som skulle fungera som både vård- och undervisningsanstalt. Detta förslag blev inte genomfört, men när Sundhetskommissionen vid 1739 års riksdag utverkade vissa förmåner i och för bildandet av fond för grundläggning och underhåll av sjukhuset, påbörjades en insamling av medel. Denna tog efter 1746 ökad fart, sedan två av den tidens främsta läkare, Abraham Bäck och Olof af Acrel, börjat intressera sig för saken samt i tal och skrift verka för densamma. 
Den 5 april 1749 inköpte Kronan det så kallade Hornska huset (före detta Gripenhielmska malmgården) på östra Kungsholmen. Den blivande sjukvårdsanstalten ställdes under inseende av två serafimerriddare och kunde den 30 oktober 1752 öppnas för att ta emot sjuka, varefter 15 sjuka blev intagna till vård på sjukhuset under de två återstående månaderna av året. Den nya anstalten fick namnet Kungliga Serafimerordenslasarettet eller, som det senare i regel kallades, Kungliga Serafimerlasarettet.
År 1758 tar man som ny överläkare för Serafimerlasarettet in medicine doktor och assessorn från Collegium Medicum, Johan Darelius (1718–1780). Under hans ledning utvecklades Serafimerlasarettet ytterligare som medicinskt ledande i Sverige. Darelius adlades af Darelli (nr 2068) år 1770 för sina förtjänster vid Serafimersjukhuset och slutade sedan sin tjänst 1772.
Till Serafen knöts flera professurer. Sjukhuset blev därmed ett framstående centrum för undervisning i medicin, utan att höra till något universitet.

## Sjukhuset byggs ut
Sjukhuset, som till en början endast hade åtta sängar, var då avsett närmast för fattiga sjuka från Stockholm. År 1754 började emellertid även landsorten att medelst kollekter i kyrkorna och frivilliga insamlingar ge ekonomiska bidrag och fick därigenom också rätt att sända sjuka dit. Sängantalet hade 1765 vuxit till 44. Sedan städerna likväl samma år bestämt att de i landsorten insamlade lasarettsmedlen skulle tillfalla sjukhus inom de olika länen och inte längre Serafimerlasarettet, sjönk anstaltens årsinkomster så betydligt att sjuksängarnas antal redan 1766 måste minskas till 22, och inga sjuka från landsorten blev längre inlagda på lasarettet.
Så småningom ökades emellertid tillgångarna genom enskilda donationer och understöd av allmänna medel, så att antalet sjuksängar 1805 uppgick till 100. Dåvarande professor Ekström lyckades till och med att genom god förvaltning öka inkomsterna så att sängantalet 1823 ökades till 140, varav 20–30 sängar disponerades av Stockholms län mot särskild ersättning. Även detta antal befanns emellertid snart vara för litet. Genom kraftig hjälp av riksdagen och Stockholms stad gick det att få ihop en summa som var tillräcklig för att bygga till lasarettet, så att 300 sjuka kunde få plats där. Företaget leddes huvudsakligen av Ekström i spetsen för en särskild byggnadskommitté och avslutades 1832. 

## Lasarettet förföll och byggdes sedan om

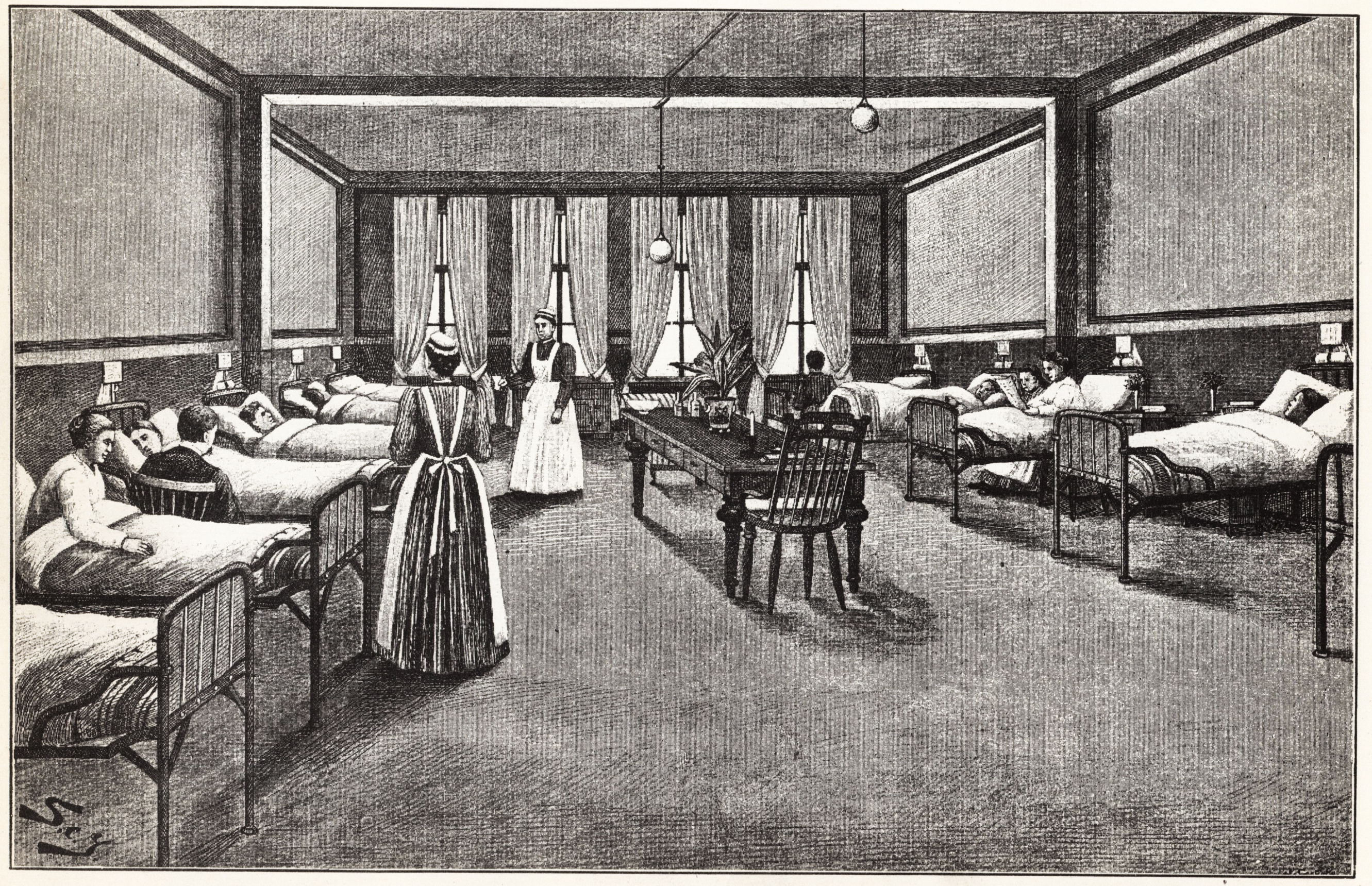
Allmän sal efter ombyggnaden. Xylografi i Svenska familj-journalen Svea (1894).

Serafimerlasarettet uppfyllde efter detta gott och väl de dåtida anspråken på ett sjukhus. Men tiderna förändrades. Den hygieniska vetenskapens framsteg gjorde snart fordringarna på ett sunt sjukhus så stora att Serafimerlasarettet, från att ha varit det bästa, efter knappt 50 år blev ett av de sämre i Sverige i fråga om inredning, ventilation, uppvärmning och även utrymme. Sedan såväl Stockholms stad som Stockholms län samt riksdagen bifallit framställningar om anslag, företogs 1889–1893 en fullständig om- och tillbyggnad. De nya byggnaderna uppfördes på lasarettets ursprungliga tomt. Arkitekt var Axel Kumlien, som även ritade flera andra sjukhusbyggnader i landet, till exempel Sophiahemmet i Stockholm.
Serafimerlasarettets styrelse utgjordes ända till 1888 av två serafimerriddare. Men sedan Stockholms stad vid sitt anslag till nybyggnaden på 1880-talet fäst det villkoret att en plats i direktionen skulle tillkomma en av staden utsedd ledamot, förändrades direktionen så att den bestod av sex personer, nämligen ordförande och vice ordförande, förordnade av Kungl. Maj:t, två representanter för läkarkåren samt två ledamöter utsedda av Stockholms stadsfullmäktige respektive Stockholms läns landsting. Härvid kom bland annat Carl-Erik Ekgren att ingå som utsedd av Stockholms stadsfullmäktige.

## Historiska bilder

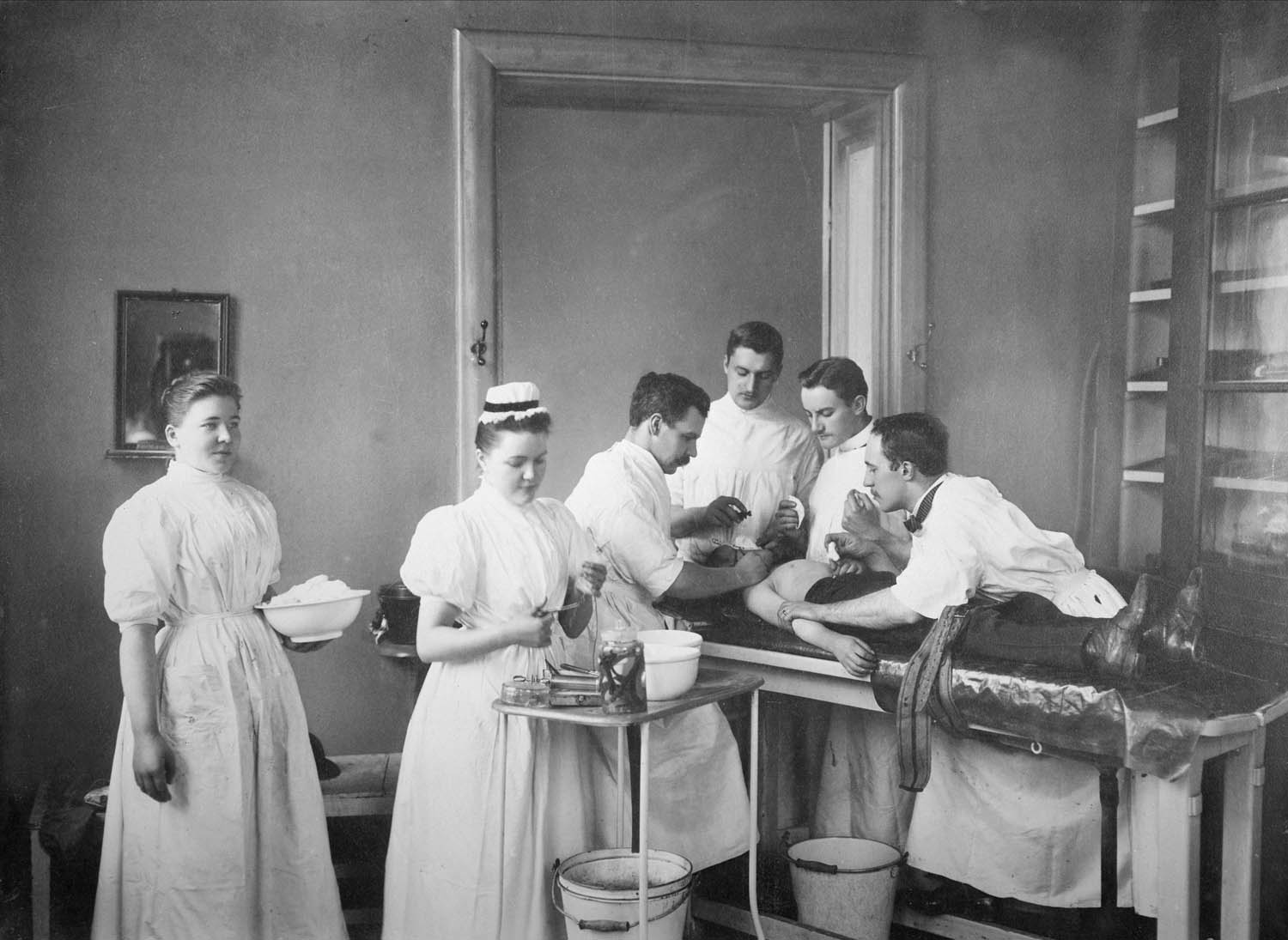
Pågående behandling 1898.
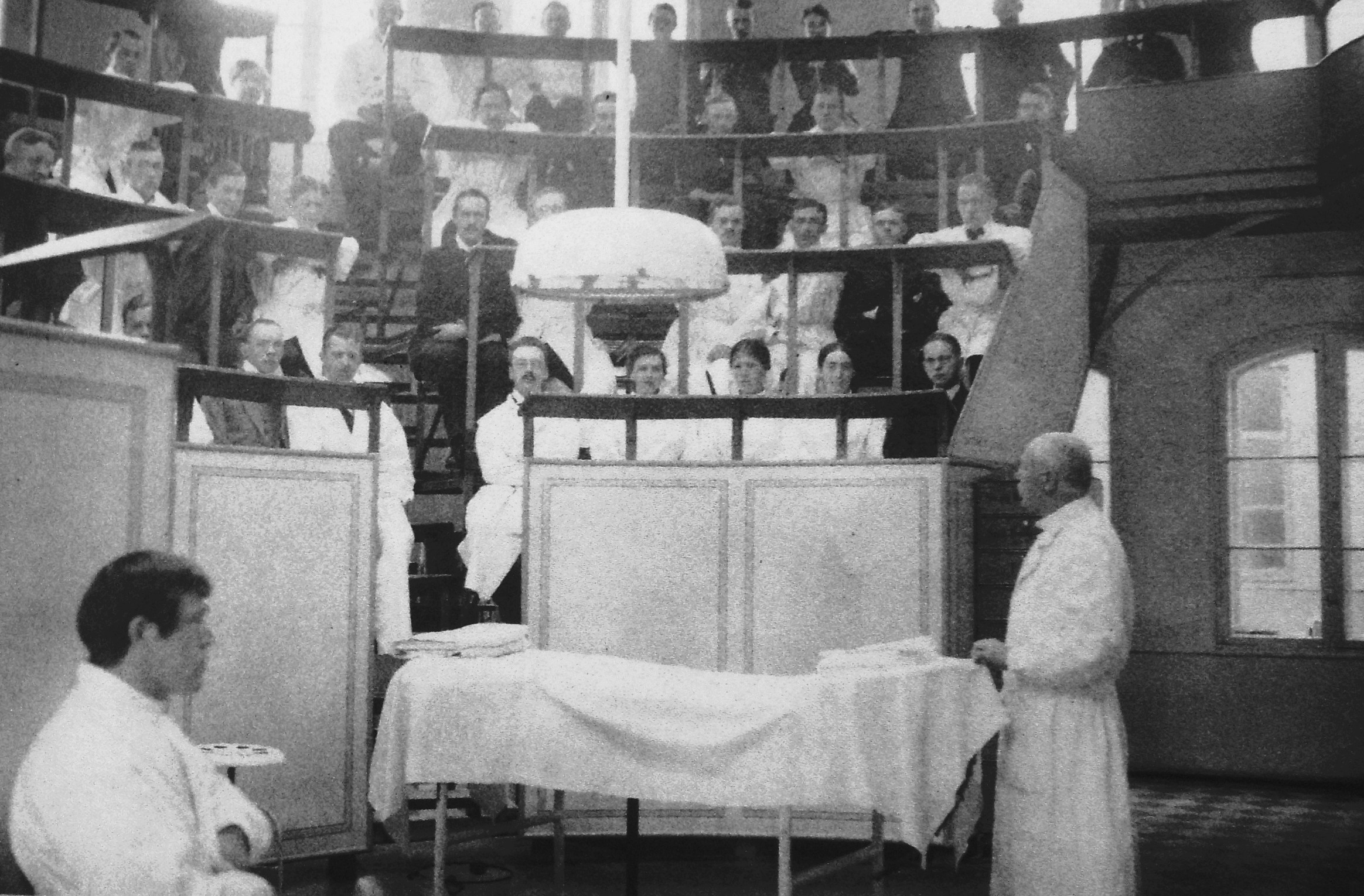
Föreläsning i operationssalen 1910.
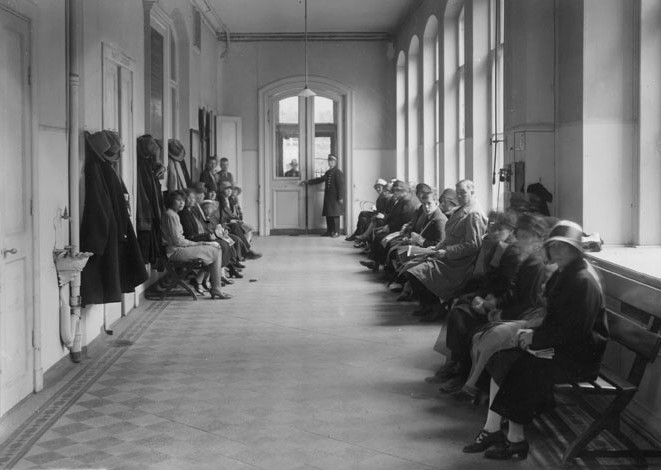
Väntrummet på 1920-talet.
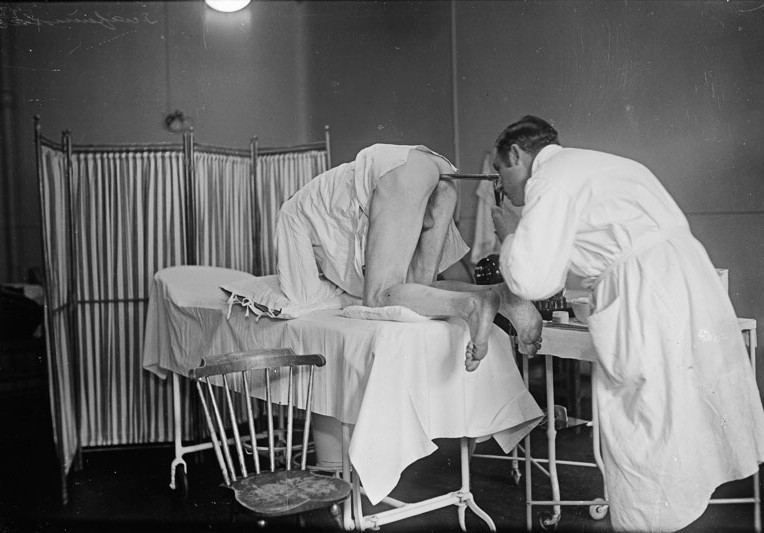
Rektoskopiundersökning omkring 1915.

## Förstatligande och nedläggning

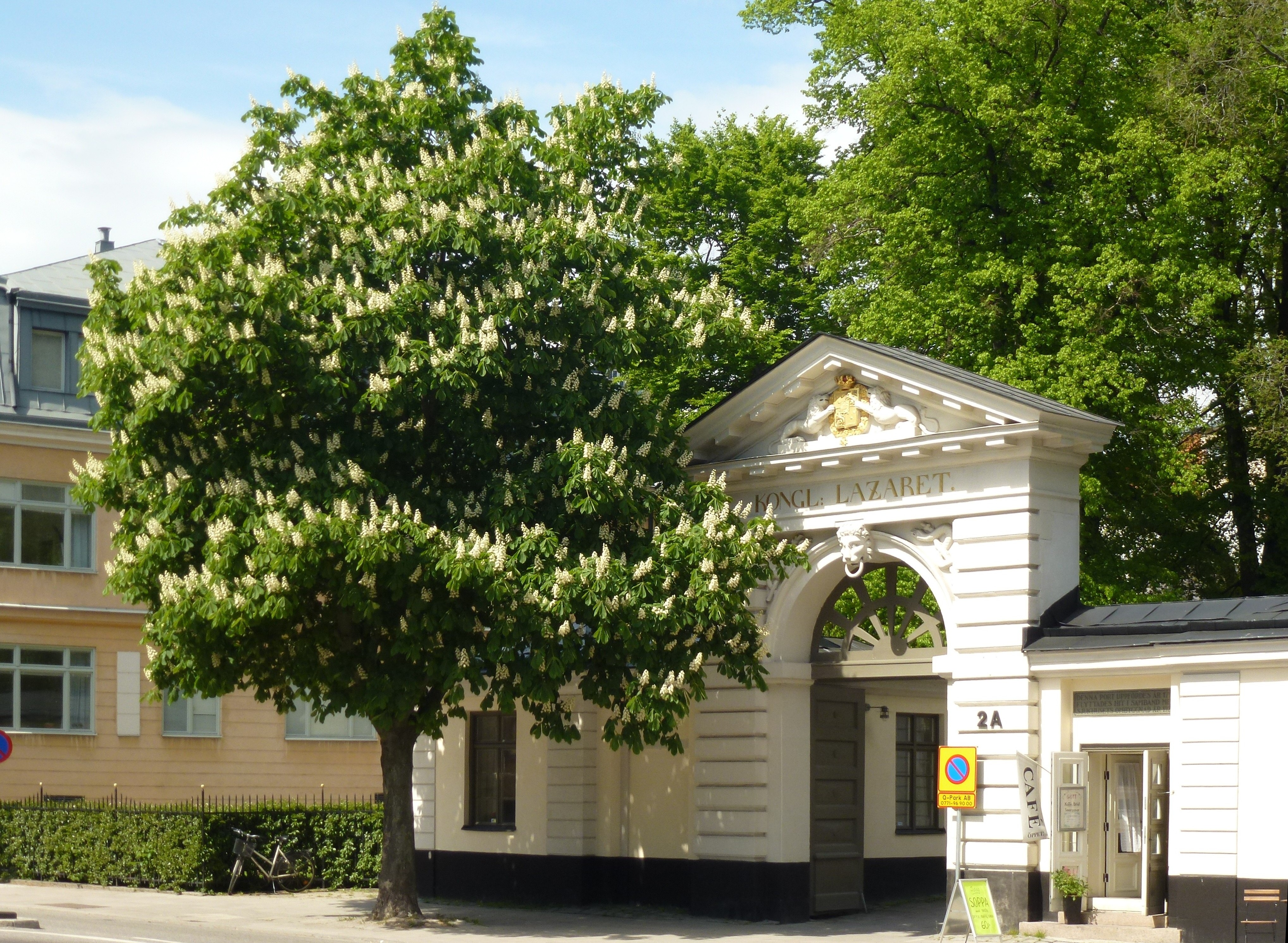
Lasarettets portal från 1792.

Serafimerlasarettet fungerade alltid som ett undervisnings- och forskningssjukhus och överläkarna var i regel professorer vid Karolinska institutet. Trots ytterligare utbyggnad började man redan på 1910-talet diskutera en flyttning av verksamheten till ett nytt och modernt sjukhus, något som dock kom att dröja. Den 6 april 1964 utfördes den första njurtransplantationen i Sverige på Serafimerlasarettet under ledning av professor Curt Franksson. Serafimerlasarettet övertogs helt av staten 1937, men till följd av tillkomsten av Karolinska sjukhuset 1940 och Huddinge sjukhus 1972 förlorade man sin ställning som undervisnings- och forskningssjukhus och lades ned i januari 1980. Den 18 januari 1980 lämnade de sista patienterna sjukhuset.
Byggnaderna på sjukhusområdet används därefter bland annat för flera andra vårdändamål, med kvartersakuter och barnavårdscentral.
Den stora portalen mot Hantverkargatan uppfördes 1792 och flyttades till sin nuvarande plats i samband med sjukhusets ombyggnad år 1928.

## Park och växtlighet på sjukhusområdet

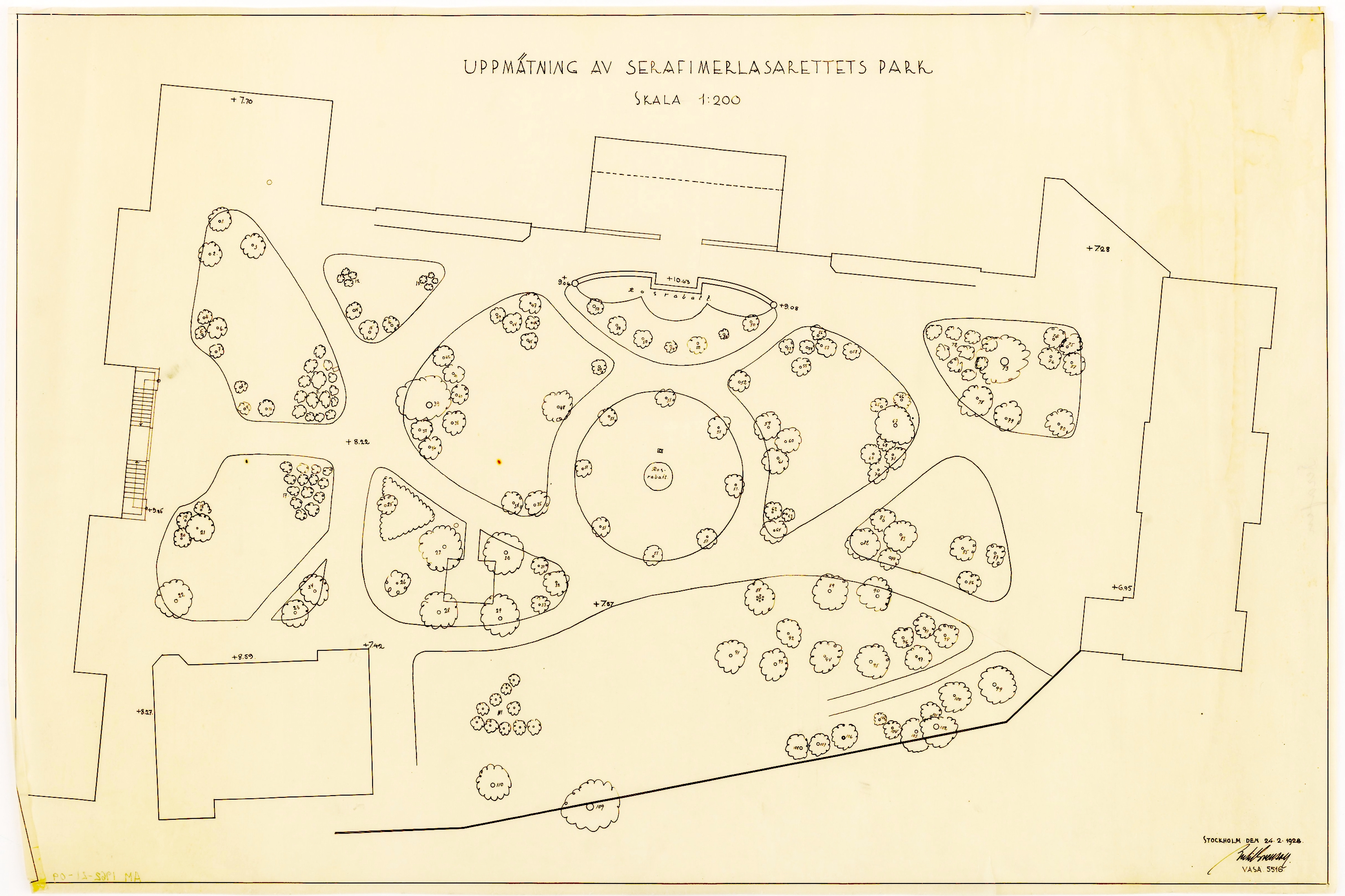
Uppmätning av Serafimerlasarettets park, 1928

Parken mellan sjukhuset och Hantverkargatan kallas för Serafimerparken.
Tidigare fanns ett stort kastanjeträd kallat Retzius kastanj utanför huvudingången till sjukhusområdet.
Sjukhusområdet gränsar i öster mot gång- och cykelvägen Serafimerstranden och Yngve Larssons park.